# Émile Renouf

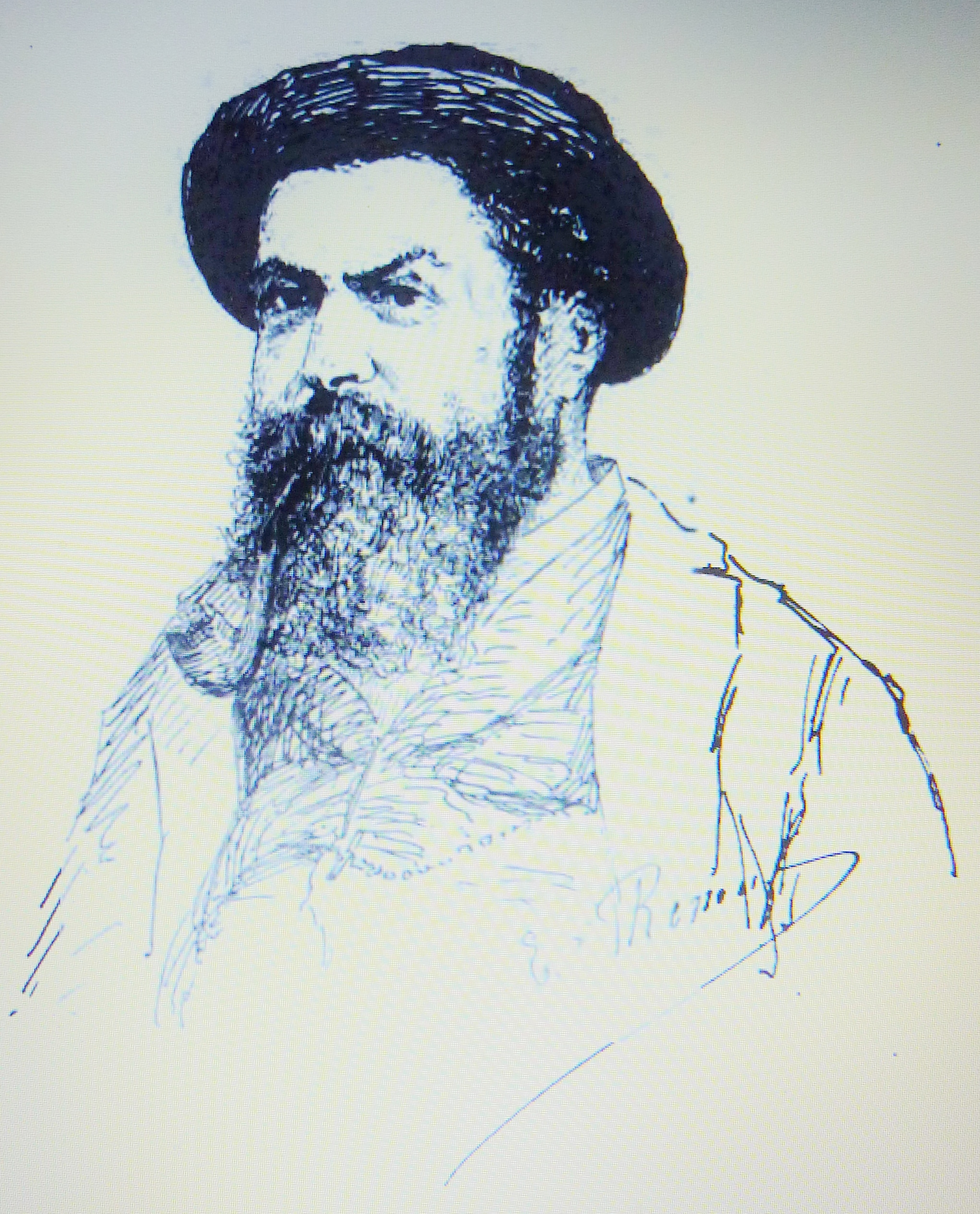
Émile Renouf, självporträtt.

Émile Renouf, född den 23 juni 1845 i Paris, död där den 6 maj 1894, var en fransk målare och raderare. 
Renouf, som var elev till Gustave Boulanger, Jules Lefebvre och Carolus-Duran, vann sin berömmelse genom landskaps-, marin- och genrebilder från Honfleurtrakten, målningar som han utställde från 1870-talet och framåt. Stackars vän (1879) köptes av franska staten, Änka (1880) kom till museet i Quimper, Lotsen (1883), vilken som flera andra av Renoufs arbeten prisbelönades, till museet i Rouen, andra till Luxembourgmuseet. Även i Metropolitan Museum of Art i New York (Renouf var själv i Amerika 1886) finns han representerad. Vidare utförde Renouf en del porträtt.